# Farmacoetnología
La farmacoetnología es una rama de la farmacognosia que estudia los diferentes usos de las plantas medicinales en diferentes pueblos y culturas dentro de un contexto histórico. No confundir con la etnobotánica dado que esta última no implica obligatoriamente el conocimiento de sustancias farmacológicamente activas. Aún sigue habiendo autores que, por un lado afirman que ambas disciplinas son iguales, en tanto que otros declaran que son complementarias. La farmacoetnología tiene más que ver con la búsqueda de sustancias derivadas de plantas con acción farmacológica..

## Antecedentes
Un examen de las plantas, o de los fármacos derivados de ellas, que son incluidas en las farmacopeas occidentales, muestra que algunas corresponden a plantas utilizadas desde las eras griegas y romanas (la digital, por ejemplo), las cuales fueron introducidas hace bastante tiempo. Otras drogas farmacológicamente activas como la quina, por su quinina y la ipecacuana, se añadieron como resultado del incremento de los viajes y de la expansión colonial; drogas como rauwolfia por su reserpina, muy usadas en otros sistemas de medicina fueron introducidas hace un par de décadas en la medicina occidental y finalmente, componentes de plantas descubiertos en los últimos años y de valor terapéutico (vinblastina y vincristina de Catharanthus roseus) y productos semisintéticos (hormonas esteroideas) que dependen de las fuentes vegetales como materia prima de partida.
En muchas regiones del mundo, las plantas utilizadas han sido registradas adecuadamente, pero en otras regiones por ejemplo en Sudamérica, con su vasta flora de plantas potencialmente útiles, el arte de la medicina popular entre grupos indígenas esta en rápido declive, debido al cambio de modo de vida del pueblo. 
Los etnobotánicos, por un lado, se encuentran entonces librando una batalla contra el tiempo para recoger esas informaciones antes de que se pierdan con las actuales generaciones, con ello, un posible atajo para llegar a algunas plantas medicinalmente útiles. Siguiendo esta metodología, la selección de especies vegetales para la investigación se realiza con criterios etnofarmacológicos, entendiéndose como la actividad de exploración científica interdisciplinaria de los agentes biológicamente activos que han sido utilizados u observados tradicionalmente por el hombre. En el criterio etnofarmacológico, el conocimiento del uso de una planta particular por un pueblo indígena se utiliza para darle una dirección a la investigación. En este caso, la observación de un uso particular de una planta, generalmente realizada por un observador entrenado (etnofarmacólogo), permite la colección del material vegetal y una subsecuente determinación de la actividad biológica.
Otros criterios de selección del material vegetal pueden ser al azar, o también utilizando criterios quimiotaxonómicos. 
1. Criterio aleatorio, o al azar se utiliza con plantas a la cuales no se les conoce su química o actividad biológica pero que son disponibles y abundantes en una determinada área.

1. Criterio quimiotaxonómico. En este último, el conocimiento de un grupo particular de plantas conteniendo una cierta clase de productos naturales puede ser utilizado para predecir plantas taxonómicamente relacionadas, las cuales pueden contener compuestos similares de acuerdo con su estructura. Este criterio es bastante utilizado cuando la química y la actividad biológica de un compuesto son conocidas, y se requieren compuestos con similar estructura química para el desarrollo de ensayos biológicos.

El abordaje etnofarmacológico ha sido el más utilizado por la mayoría de los investigadores. Es así como se ha reportado que, en cuanto son necesarias casi 23,000 sustancias sintetizadas para poner un medicamento en el mercado, la relación disminuye en proporción 400:1 cuando la investigación farmacológica se lleva a cabo teniendo como base las indicaciones etnofarmacológicas. 
El abordaje etnofarmacológico no obstante, también es controvertido por algunos autores, quienes defienden la investigación sistemática basada en los criterios quimiotaxonómicos. En las investigaciones actuales sobre nuevos fármacos que posean actividad antitumoral o hipotensora por ejemplo, las plantas implicadas salvo algunas de las más tradicionales, con frecuencia no poseen indicaciones inmediatas de su actividad farmacológica. En consecuencia, los investigadores se enfrentan al problema de realizar una investigación sistemática entre miles de especies aun no estudiadas.